# Morton Allport
Morton Allport (West Bromwich (Engeland), 4 december 1830 - Hobart (Australië), 10 september 1878) was een in Engeland geboren Australische koloniale natuuronderzoeker.
Hij was de zoon van rechter Joseph Allport en kunstenares Mary Morton Chapman (1806-1895). Zijn ouders verhuisden in 1831 naar Van Diemensland (nu Tasmanië).
Hij had een grote interesse in Tasmaanse vissen. Hij catalogiseerde, beschreef, tekende foto's van zijn exemplaren en verzond ze vervolgens naar Europese instituten. Hij introduceerde zalm en forel in de Tasmaanse wateren evenals de witte waterlelie en de baars.
Zijn reputatie van "gulle weldoener" wordt door recente studies en artikelen in vraag gesteld.

## Leven
Hij volgde een opleiding rechten en werd in 1852 toegelaten als advocaat bij het Hooggerechtshof van Tasmanië.
Op 3 januari 1856 huwde hij Elizabeth Ritchie (1835-1925). Uit het huwelijk werden drie kinderen geboren, Cecil (1858-1926), Curzona Frances Louise (1860-1949), en Evett Gordon (1863-1934).
Hij stierf in Lebrena in Hobart op 10 september 1878 en werd begraven op de begraafplaats van Queenborough.

## Dubieuze reputatie
Uit onderzoek van de Universiteit van Cambridge blijkt dat Allport zijn reputatie als de belangrijke wetenschapper opbouwde ondanks beperkte bijdragen aan de wetenschappelijke kennis, door specimen te sturen naar Europe in ruil voor wetenschappelijke lofbetuigingen en lidmaatschappen van gerespecteerde instituten.
Zijn prestigedrang bracht hem ertoe te handelen in menselijke resten. Zo betaalde hij ene Robert Gardiner, een landheer in Bass Strait, om Tasmaanse Aboriginalgraven op Flinderseiland op te graven. Hij stuurde vervolgens de skeletten naar antropologen in Europa in ruil voor roem en eer. Zijn handelen is te vergelijken met dat van William Lodewyk Crowther (1817-1885).

## Lidmaatschappen
Allport was lid van een groot aantal wetenschappelijke verenigingen in het Verenigd Koninkrijk en België, waaronder:
- het Linnæan Society of London
- het Zoological Society of London
- het Royal Colonial Institute (later hernoemd tot het Royal Commonwealth Society)
- het Antropologisch Instituut,
- La Société Belge de Malacolgie
- de Koninklijke Belgische Botanische Vereniging
- de Koninklijke Belgische Vereniging voor Entomologie
- Vicevoorzitter van het Royal Society of Tasmania (van 1870 tot 1878)